# Ngồi tựa mạn thuyền
"Ngồi tựa mạn thuyền" là tên một bài hát dân ca Quan họ Bắc Ninh, thường được hát vào lúc bắt đầu hát giao duyên. Sau khi các liền anh hát bài "Ngồi tựa song đào" thì đến lượt các liền chị hát bài này. Trong những ngày hội, các Quan họ gặp nhau có thể hát ở cửa đình, bờ ao, đường cái quan... và hát cả trên thuyền thúng ở ao, hồ vừa chèo thuyền vừa hát. Đó cũng là lý do xuất hiện các bài như: "Ngồi tựa mạn thuyền", "Chén son để cạnh mạn thuyền", "Thuyền thúng"...

## Lời bài hát
Ngồi rằng là ngồi tựa (có mấy) mạn( ới ơ) thuyền là ngồi tựa (có hơ) mạn thuyền (ấy mấy) đêm (là) đêm(ý) hôm qua.
Ngồi rằng (là) ngồi tựa (có mấy) mạn thuyền là ngồi tựa (có hơ) mạn thuyền
Trăng in (là in) mặt nước cũng có (a) càng nhìn (là) càng nhìn non nước càng xinh (ư hư là ôi hư)
Sơn rằng sơn thủy (có mấy) hữu tình là sơn thủy (có hơ) hữu tình (ấy mấy) trông (là) tôi trông lên
Sơn rằng (là) sơn thủy (có mấy) hữu tình là sơn thủy (có hơ) hữu tình
Thơ ngâm (là ngâm) ngoài lái cũng có (a) rượu bình (là) rượu bình giải trí trong khoang (ư hư là ôi hư)
Tay rằng tay dạo (có mấy) cung đàn là tay dạo (có nắn) cung đàn (ấy mấy) đôi (là) đôi tay em
Tay rằng (là) tay dạo (có mấy) cung đàn là tay dạo (có nắn) cung đàn
Tiếng tơ (là tơ) tiếng trúc cũng có (a) bổng trầm (là) bổng trầm năn nỉ thiết tha
Làm (ư hư) tài trai chơi chốn (ý hơ) hà (là ôi a) tôi mà cầu hà

## Thông tin thêm
Trong một bài viết về "Ngồi tựa mạn thuyền", nghệ sĩ Đức Miêng đã cho biết:
- Nhạc sĩ Nguyễn Văn Tý khi sáng tác bài hát "Một khúc tâm tình của người Hà Tĩnh" có nói rằng: "Tôi bắt chước phần kết của bài 'Ngồi tựa mạn thuyền' ở chỗ đưa âm nhạc mở ra thật bay bổng..."
- Nghệ sĩ hát quan họ Thuý Cải cho biết khi biết cô dự định trình bày bài hát này tại Nhật Bản, ban tổ chức đã làm một sân khấu to như một con thuyền để Thuý Cải đứng giữa hát, tạo cảnh đúng như nội dung bài hát.
- Trong thời kỳ Chiến tranh Việt Nam, Jane Fonda khi đến Việt Nam đã hát bài hát này một cách say sưa trong căn nhà ở nơi sơ tán.